# کمپانی (فیلم ۲۰۰۲)
کمپانی (به هندی: Company) فیلمی محصول سال ۲۰۰۲ و به کارگردانی رام گوپال وارما است. در این فیلم بازیگرانی همچون موهن لال، اجی دیوگن، ویوک اوبروی، مانیشا کویرالا، سیما بیسواس، آنتارا مالی، آشرافول هاکو، اورمیلا ماتوندکار، ایشا کوپیکار، راجپال یاداو، ویجای راز ایفای نقش کرده‌اند.